# غوستاف بيرغمان
غوستاف بيرغمان (8 فبراير 1898 – 6 يونيو 1971) هو ملاكم سويدي راحل، مثّل بلاده في الألعاب الأولمبية الصيفية 1924.

## روابط خارجية
غوستاف بيرغمان على موقع أوليمبيديا (الإنجليزية)
- غوستاف بيرغمان على موقع اللجنة الأولمبية السويدية (السويدية)